# Pternistis squamatus
Il francolino squamato (Pternistis squamatus (Cassin, 1857)) è un uccello galliforme della famiglia dei Fasianidi diffuso dalla Nigeria sud-orientale alla Repubblica Democratica del Congo settentrionale e orientale, al Gabon e alla Repubblica del Congo; dalla Repubblica Democratica del Congo orientale l'areale prosegue fino all'Uganda, al Kenya meridionale, alla Tanzania, al Malawi settentrionale e all'Etiopia centrale.

## Descrizione

### Dimensioni
Misura circa 33 cm di lunghezza, per un peso di 377-515 g.

### Aspetto
Il becco è marrone scuro con il ramo inferiore rosso-arancio. L'iride è marrone, le zampe e i piedi rosso-arancio. I sessi sono piuttosto simili, ma la femmina è più piccola ed è priva di speroni, mentre il maschio ne ha uno o due. Gli adulti presentano un piumaggio abbastanza uniforme color bruno-camoscio o grigio-bruno, più scuro sulle parti superiori. I lati della testa e la parte centrale delle parti inferiori sono più chiari, virando al camoscio molto chiaro sulla gola. Viste da vicino, le parti superiori appaiono barrate e vermicolate di nero. Le screziature più evidenti, tuttavia, si trovano sulle parti inferiori, dove i margini scuri delle piume creano un effetto squamato. Le remiganti sono quasi interamente grigie, fatta eccezione per i margini interni delle secondarie, che sono macchiati di nero.
A seconda della regione, la tonalità del piumaggio è piuttosto differente. In linea di massima, le popolazioni occidentali hanno le parti superiori di colore marrone-rossiccio con segni rossicci e camoscio molto intensi e parti inferiori molto chiare, mentre gli esemplari che vivono nella parte orientale dell'areale sono più opachi e più scuri. Esistono anche forme intermedie.

### Voce
Il richiamo di avvertimento è un ke-rak acuto e nasale che viene ripetuto una dozzina di volte aumentando di volume. A volte viene anche descritto come un kwi-kau-ra rapido, gutturale e ripetitivo che si alterna con un fischio stridulo - hu-hu hu-hurr. La femmina emette un richiamo più acuto e più nasale rispetto al maschio. I gruppi familiari possono emettere un quarek-quarek gutturale e tenersi in contatto producendo dei bassi gloglottii. Il richiamo di allarme è un karek-kak-kak.

## Biologia
Sebbene generalmente timido e discreto, il francolino squamato può mostrarsi più confidente in rare circostanze. È possibile sentirlo cantare con insistenza all'alba e al tramonto. Questo uccello trascorre pochissimo tempo in spazi aperti, prediligendo l'oscurità dei sottoboschi in prossimità dell'acqua. Tuttavia, in rare occasioni, si spinge a cercare il cibo nelle radure e lungo i sentieri. I francolini squamati di solito vivono in coppia o in gruppi familiari. Quando vengono allarmati, sono riluttanti a volare via, preferendo accovacciarsi prima di mettersi a correre verso la vegetazione se un visitatore si avvicina troppo. Quindi si appollaiano su un albero ben nascosto. Quando canta da solo, il francolino squamato di solito si arrampica su un termitaio; quando canta in concerto con i suoi simili, preferisce farlo da un posatoio situato su un albero.

### Alimentazione
La dieta è poco conosciuta. Come la maggior parte dei francolini, il francolino squamato ha senza dubbio una dieta mista composta da piante e insetti. Durante la stagione della nidificazione, probabilmente si nutre di termiti.

### Riproduzione
Il francolino squamato è probabilmente monogamo. Il suo nido è una semplice depressione raschiata sotto un ciuffo d'erba. Il sito, una volta sgombrato, viene rivestito con erba e piume. Un nido è stato trovato anche su un termitaio. La covata comprende da 3 a 8 uova color camoscio, spesso con una sfumatura rosea. La data di deposizione delle uova varia considerevolmente da regione a regione, in quanto l'areale è molto esteso da est ad ovest. Non si può dire che esista una vera e propria stagione della nidificazione, ma il periodo che va da ottobre a marzo è quello che viene scelto dalla maggior parte delle coppie in Camerun. Nella Repubblica Democratica del Congo, i francolini squamati si riproducono generalmente tra gennaio e giugno.

## Distribuzione e habitat
I francolini squamati sono originari dell'Africa equatoriale. Il loro areale, vasto ma frammentato, si estende dalla Nigeria centrale fino all'estremità occidentale e settentrionale della Repubblica Democratica del Congo, passando per il Camerun. Esso prosegue ad est verso l'Uganda, il Kenya centrale, la Tanzania occidentale e i vicini Ruanda e Burundi. A sud, esso termina a livello del nord del Malawi. Popolazioni isolate vivono nel sud della Repubblica Democratica del Congo, nel Sudan centrale e nelle montagne del sud dell'Etiopia.
I francolini squamati apprezzano particolarmente le foreste di alberi sempreverdi. In questo tipo di habitat, tendono a frequentare piuttosto i margini con un fitto sottobosco ad altitudini comprese tra 800 e 3000 metri. In certi luoghi si trovano anche in vecchi appezzamenti agricoli incolti dove crescono piccoli arbusti, nelle piantagioni e nei boschetti in corso di rigenerazione dove il sottobosco sia abbastanza fitto.

## Tassonomia
Dato il vasto areale occupato, gli studiosi del passato ne descrissero un gran numero di sottospecie: usambarae, doni, schuetti, uzungwensis, tetraoninus, zappeyi, dowashanus, maranensis, kapitensis, keniensis e chyuluensis; oggi il loro numero è ridotto a tre:
- P. s. squamatus (Cassin, 1857), diffusa dalla Nigeria sud-orientale alla Repubblica Democratica del Congo settentrionale e orientale, al Gabon e alla Repubblica del Congo;
- P. s. schuetti (Cabanis, 1881), diffusa dalla Repubblica Democratica del Congo orientale all'Uganda, al Kenya centrale e sud-occidentale e all'Etiopia centrale, nonché nella Tanzania nord-orientale e sud-orientale e nel Malawi settentrionale (Viphya Plateau);
- P. s. maranensis (Mearns, 1910), diffusa nel Kenya sud-orientale e nella Tanzania nord-orientale.

## Conservazione
Il francolino squamato è localmente molto comune. Tuttavia, la distruzione dell'habitat e la caccia ne hanno provocato un declino piuttosto drammatico in alcune aree e di conseguenza il suo areale si è ritrovato molto frammentato, il che potrebbe causare grosse difficoltà durante la riproduzione. A dispetto di questi problemi, comunque, la specie continua a essere classificata dalla IUCN a «rischio minimo» (Least Concern).